# Asociación Atlética Avilesina
La Asociación Atlética Avilesina (A.A.A.), es una sociedad polideportiva sin ánimo de lucro, con fines deportivos, situada en Avilés (Asturias, España). Cuenta con 4 secciones deportivas, Piragüismo, Atletismo, Baloncesto y Balonmano. Es una de las entidades deportivas más antiguas del Principado, y un referente deportivo a nivel Nacional. En el año 2007 celebró su 75º aniversario, siendo nombrados Presidentes de Honor Sus Altezas Reales los Príncipes de Asturias Don Felipe de Borbón y Grecia y Doña Letizia Ortiz Rocasolano

## Secciones y lugar de entrenamientos
- Piragüismo. Centro de Tecnificación Deportiva de Trasona (Corvera de Asturias).
- Atletismo. Pistas de Atletismo del complejo deportivo Avilés (Avilés).
- Balonmano. Polideportivo de la Magdalena (Avilés).
- Baloncesto. Polideportivo de Jardín de Cantos (Avilés).

## Historia
La A.A.A., fue fundada en septiembre del año 1932 en un banco del Parque del Muelle, por catorce jóvenes avilesinos entusiastas del deporte, teniendo como base el atletismo, pero sin descartar a ningún otro deporte especialmente de tipo aficionado.
En la sesión constitutiva fueron utilizados 3 bancos del parque, cuatro ocupantes por banco, y los dos “más chavales”, de pie. Medio Siglo después, el Ayuntamiento de Avilés, donó para el Domicilio Social de la Sociedad Deportiva, como recuerdo permanente, uno de los bancos existentes en el parque. Por aquella época, el grupo de deportistas fundadores, eran considerados como una especie de “jóvenes bárbaros”. Los fundadores fueron: Julián Lorda Arbesú, José Aguirre Martínez, José Tamargo Miranda, Carlos Suárez  "Salinas", Ismael Espolita García, Policarpo Riego Cuervo, José Ramón Cuervo, Leopoldo Lorda Arbesú, Eduardo Díaz Pérez, Cayetano Prada Aranda, Ramón Granda Alonso, Ángel Rodríguez "Draga", Abelardo Glez. Mígueles, Edmundo "Riolín".
Las siglas son tres aes (AAA), Asociación Atlética Avilesina, de las que se sacan otros significados, en honor a sus deportistas que son A de Adelantados,  A de Audaces,  A de Admirables; y también, en honor a la ciudad a la que representa: Avilés, Ahora, Arriba.
Su Grito Deportivo es el siguiente: “en deportes no hay quién venza estando los de la Atlética, A A A”.
Según “La Voz de Avilés”, en fecha 3 de diciembre de 1932 publicaba la siguiente noticia:
"Asociación Atlética Avilesina. En Junta General celebrada anoche, quedó nombrada la siguiente Directiva:"
- Presidente: D. José Aguirre Martínez.
- Vicepresidente: D. Alfredo G. Rodríguez.
- Secretario: D. José González González.
- Vicesecretario: D. Cayetano Prada Aranda.
- Tesorero-Contador: D. Eduardo Díaz Pérez.
- Vicetesor.-Contador: D. Hermógenes Solís Vigil.
- Vocales: D. Ramón Granda Alonso, D. Ismael Espolita García, D. Enrique Fernández Llovián, D. Agustín Méndez Díaz, D. Alberto Menéndez Gutiérrez.

El Local Social estaba ubicado en los altos, donde estaban Precios Únicos. Entonces Café Cienfuegos.
“Se crea la A.A.A., para la práctica de todos los deportes, ello en su aspecto amateur”, según cita expresa del artículo 1.º del Reglamento.
El Primer uniforme deportivo del club era una camiseta blanca con el emblema y un pantalón azul claro, para Atletismo, Natación, Waterpolo, Piragüismo, Boxeo, Esgrima,...
Las Actividades Deportivas se practicaban en el campo de fútbol de Las Arobias, en la Ría de Avilés y en La Exposición.
La guerra civil española, como en muchos ámbitos de la sociedad española de la época, supuso un paréntesis en las actividades del club. La reanudación de la vida normal, tras el término del conflicto bélico, llevó consigo la momentánea desaparición de la Atlética. La Obra Sindical de Educación y Descanso y posteriormente el Club de Mar, organizaban las tareas competitivas, hasta el año 1949.
El 14 de enero de 1949 se vuelve a reorganizar la Atlética a través de una Junta de Constitución del club, en la que es nombrado presidente a D. Cayetano Prada, D. Luis Hernández García vicepresidente y D. Alberto Hernández García como secretario. En el Acta de dicha Junta, se hace constar que se ha hecho entrega al Club de Mar de Avilés, del efectivo existente en la Sección Atlética de dicho Club.
En esas fechas, la actividad deportiva se concentró sobre todo en el Atletismo y en el Boxeo con lo que se llega a un acuerdo con el Ayuntamiento y con el Real Avilés (hoy Real Avilés Industrial), para utilizar el estadio municipal. Los hombres de la Atlética jugaron un papel muy importante en la construcción de la pista de ceniza del estadio "Suárez Puerta", que fue la primera instalación atlética que se edificó en Asturias y una de las primeras de España.
En ese año ’49, la Atlética adquiere 36 camisetas por 446 pesetas, 7 pares de zapatillas de pista por 1.070 pesetas, y dos jabalinas y dos pértigas por 570 pesetas. El total del presupuesto para la construcción del gimnasio y la adquisición de material fue de 8.349 pesetas.
La Junta Directiva llegó a estar integrada por unos 40 miembros, ya que la entidad estuvo compuesta por 15 secciones deportivas: Atletismo, Waterpolo, Balonmano, Baloncesto, Piragüismo, Gimnasia, Boxeo, Halterofilia, Montañismo, Tenis de Mesa, Ajedrez, Tiro con Arco, Natación, Esgrima, Espeleología, Rugby.
En 1964 el club participa por primera vez en los Campeonatos de España de Atletismo de Clubes, consiguiendo 2 años más tarde en León, el Primer Puesto.
Es en el mismo año cuando a propuesta de los atletas del Club, se inicia una tradición hasta hace pocos años conservada: "La Ofrenda a la Santina", llevada por los atletas, en forma de relevos; que se hacía todos los años en el mes de septiembre, antes de iniciar la temporada. "Cuando algo se repite hasta formar tradición es porque quien lo hace tiene muy presente el valor de ese gesto”.
Ya en 1967, el club contaba con 1.315 socios.
Además de participar en las competiciones oficiales correspondientes a cada disciplina, la Atlética ha colaborado siempre con Organismos, Asociaciones, Comisiones de Festejos..., en la organización de pruebas y acontecimientos deportivos, tanto con objetivos lúdicos, como con motivos benéficos. Organizó ciclos de Cine Documental Deportivo, Conferencias  y Charlas, Cursillos, etc.,.... Con el fin de recaudar fondos, no faltaron ideas, aunque "nunca llegaba", así se celebraba el "Baile de los Jueves", se organizaban Cuadros Artísticos, Rifas (hay referencias a que en 1966, se sorteó un Seat 600)... También era de lo más común, ver a los directivos del club tanto vendiendo entradas, en el bar, vendiendo publicidad para las vallas, repartiendo carteles por la villa, etc., como animando a niños y jóvenes a la práctica de algún deporte.
A lo largo de su historia, varias publicaciones han sido lanzadas por la Atlética, "La Revista del club" (un viejo anhelo de los fundadores de la A.A.A., cuyos primeros números vieron la luz allá por los años 33 y 34), conmemorativas y divulgativas de las actividades del club; algunas salieron con el nombre de "Corazón Deportivo". Y es este corazón deportivo, es el espíritu de todos los atléticos el que hace la Historia de la Atlética.
El nombre común que la entidad recibe por parte de los integrantes del club es el de Atlética (yo soy de la atlética), mientras que desde fuera de la Atlética, se la conoce con el nombre de Avilesina (competimos contra la avilesina).

## Presidentes
- José Aguirre Martínez. (primer presidente).
- Constantino Prendes.
- José María Malgor López.
- José Ramón Cuervo-Arango Alonso.

Estos cuatro presidentes son desde el 3 de diciembre de 1932 hasta finales del 36.
- Cayetano Prada Aranda. 14 de enero de 1949 – 12 de septiembre de 1949.
- Emilio Fernández Corujedo. 12 de septiembre de 1949 – 18 de septiembre de 1952.
- Armando Benítez Fernández. 11 de noviembre de 1952 – 15 de abril de 1953.
- Leopoldo Figueras López -Ocaña. 23 de abril de 1953 – 26 de abril de 1961
- Fructuoso Muñiz Suárez “Toso”. 26 de abril de 1961 – 20 de julio de 1991.
- Acacio Fernández Puente. 20 de julio de 1991 – 12 de diciembre de 1994.
- Sergio Villanueva González. 12 de diciembre de 1994 – 4 de noviembre de 1999.
- Manuel Ángel Sánchez Pérez. 15 de noviembre de 1999 – 15 de abril de 2004.
- Juan Francisco Suárez Garrudo. 15 de abril de 2004 – 2008.
- Sergio Villanueva González. 2008 – 2016.
- Gerardo González Fuertes. 2016-actualidad.

## Deportistas destacados
- Gobaín García y García

Pionero del Piragüismo Asturiano y Miembro Fundador de la A.A.A. Cada año, la Atlética le recuerda organizando el "Memorial Gobaín García", en el embalse de Trasona.
Practicó y destacó en Piragüismo, Waterpolo y Atletismo. Sus andanzas más significativas y recordadas son las hazañas realizadas a bordo de la piragua "Grangoba", siempre al lado de su inseparable compañero Ramón Granda, recorriendo por primera vez muchas rutas marítimas ayudados simplemente por la fuerza física que da la ilusión de unos jóvenes de 20 años.
Su aventura más importante y conocida: travesía Gijón - San Juan de Nieva. Realizada el 3 de octubre de 1935 Tiempo: 6 horas y 20 minutos (dicha travesía, la hicieron al margen de los permisos oficiales, que exigían ser acompañados por una embarcación a motor)
Gobaín y Granda, fueron ganadores del 1.er Campeonato de Asturias en 1934, repitiendo clasificación en 1935. Así mismo, en la travesía Abra de Bilbao, lograron el 2.º puesto el año 1934, 1.er puesto en 1935, siendo la primera piragua asturiana que participaba en una Competición Nacional. Formó parte del primer equipo de Waterpolo de la Asociación Atlética Avilesina. En Atletismo, fue Campeón de Asturias en 400 y 800 m en los años 1933 y 1934.
Después de la guerra civil española, destacó en otra actividad: Aviación: especializándose en vuelos nocturnos. Realizó algunas de las primeras fotos nocturnas de Avilés	Fue Profesor en la Academia de Matacán
- Ramón Granda Alonso

Cronista en disciplinas deportivas. Uno de los fundadores de la Sociedad y el primer historiador de la A.A.A. "Que agradece le llamen El viejo Gladiador"
- Rafael Pérez del Busto  "Falín"

El 1.º de mayo de 1966 perdió la vida, con la camiseta de su Atlética, en las pistas de atletismo del Estadio Universitario de Oviedo.
Destacado atleta, que también formaba parte del equipo de balonmano.
"Mejor Deportista del año" a título póstumo por la Federación Asturiana de Balonmano.
Mejor Deportista del año" a título póstumo por La Voz de Asturias, en su elección anual de las personas más sobresalientes y populares de la localidad.
- José Enrique Rodríguez Cal
  - Campeón de Asturias (1969/70/71).
  - Campeón de España (1971).
  - Campeón de Europa Júnior en 8 ocasiones.
  - Medalla de Oro en VI Juegos del Mediterráneo.
  - Bronce en el Cto. del Mundo (1974).
  - Bronce Juegos Olímpicos de Montreal 76

- Francisco Suárez Garrudo
  - Campeón de España.
  - Plusmarquista Nacional en 200 m
  - Varias veces Internacional.
  - Pionero en la Residencia Joaquín Blume.

- Iván González Santos
  - Campeón de España en 500 m en Infantil, Cadete y Juvenil.
  - 14.º -  HS K1 - 10 000 m en el Campeonato del Mundo celebrado en Belgrado.

- Yago Lamela
  - En numerosas ocasiones, Campeón de España de Longitud, tanto al Aire Libre como en Pista Cubierta.
  - 4.º en el Mundial Júnior de Sídney (1996).
  - Subcampeón del Mundo en Sevilla (1999).

- Roberto Manzanedo García

Comienza la actividad de piragüismo en la Atlética en agosto de 1987, teniendo como entrenadora a Margarita Suárez. Realiza el cambio a Canoa en 1989. Permanece en la Atlética hasta 1999. En el año 2000 finaliza su carrera deportiva como piragüista de competición en la Asociación Deportiva Zamora. Siendo entrenador de piragüismo durante los años 2001 y 2002 en el Real Club Náutico de Pollensa (Baleares). En el 2003 regresa a la Atlética como Canoista. Se da de baja en el Club en abril de 2005.Posteriormente fue el delegado de la sección de piragüismo.
- - Integrante del C. A. R. de Trasona Temporadas: 90-91, 91-92, 93-94, 95-96.
  - Componente del Equipo Nacional de Canoa Temporadas: 94-95, 2000-2001.

Internacional Absoluto con la selección española de Piragüismo en:
- - 1993: Copa del Mundo – París
  - 1994: Regata Internacional Duisburg (Alemania)
  - 1995: Copa del Mundo Poznan (Polonia)
  - 1996: Copa del Mundo Szeged (Hungría)
  - 2000: Regata Internacional Duisburg
  - 2000: Campeonato de Europa Poznan
  - 2001: Copa del Mundo - Sevilla
  - 13 Títulos de Campeón de España

### Otros Piragüistas
Julio Cotera, Iván, Víctor, Ernesto, Esperanza, Nico, Javier, Nando, Guido, Elena, Dora, Vicente,  Juan, Margot, Marcos García, Abel Piñeiro, Daniel Carpintero, María del Mar, Juan Carlos Regueiro, Fran Suárez, Alfonso Otero, Domingo García Tenorio, Sandra Magdalena, Susana Carpintero, Gloria Domínguez, Jessica Alves, Manuel A. Muñiz Pérez (componente de barcos de equipo de reconocido prestigio a nivel nacional, con varios compañeros, entre los que destacan Adolfo Alonso y Javier López, habiendo conseguido innumerables éxitos a lo largo de su extensa e intermitente carrera deportiva), Juan Jose Muñiz Pérez, Adolfo Alonso, destacado canoísta a nivel nacional e internacional, con un extenso CV deportivo, Javier López Puig (varias veces campeón de España).
Daniel Durán (varias veces campeón de España), Miguel Castañón (Campeón del Sella 2009 Campeón de España, Subcampeón preolímpico y 2 veces 3.º en el Descenso Internacional del Sella), Mario Durán (internacional con la selección, campeón de España, campeón de la Regata internacional de Sanabria, campeón de la Regata internacional del Vellila), Juan José Castillo (campeón de España varios años), Nacho Díaz Cela (campeón y subcampeón de España), Adolfo Alonso (canoista con extenso recorrido deportivo, y de gran influencia en varias generaciones de canoistas formados en la A.A.A.), Javier López Puig (varias veces campeón de España e internacional en diversas ocasiones en mod. Maratón C2), Manuel A. Muñiz Pérez (incansable compañero de barco de equipo de los anteriormente mencionados, sin cuya experiencia y saber hacer, no hubiese sido posible la fructificacion de muchos éxitos deportivos cosechados en esta modalidad), Javier Castañón (subcampeón mundial, campeón de Europa y varias veces campeón de España), Javier González (campeón y subcampeón de España), Agustín Ordóñez (campeón de España),…

## Premios

### Copa Stadium. Mejor Club Deportivo Español. (1987)
La Copa Stadium es un premio creado por Alfonso XIII en 1923 para premiar a la persona o entidad que se haya destacado por su especial contribución durante el año a tareas de promoción y fomento del deporte.
En 1987, la Asociación Atlética Avilesina tuvo el honor de recibir este galardón. Este ha sido uno de los momentos más gloriosos que ha vivido esta institución, ya que se premiaron 55 años de trabajo en favor del deporte aficionado y se reconoció la labor de todas las personas que durante estos años, dedicaron su tiempo a que el club siguiese funcionando. (En la foto, Toso Muñiz, Presidente del club en aquella época, recoge el Trofeo de manos de Su Majestad Don Juan Carlos I).

### Trofeo S.M. La Reina. (1982). Sección de Piragüismo
La Asociación Atlética Avilesina es el único club de España que posee este trofeo, pues se instauró en el año 1982, año en el que lo ganó la sección de piragüismo de la Atlética y nunca más se celebró.

### Otros premios
- Medalla de Oro de la Federación Española de Atletismo.
- Mejor Sociedad deportiva de Asturias 1977.
- Trofeo de la Federación de Periodistas deportivos 1983.
- Trofeo de la Agrupación Asturiana de informadores deportivos.
- Pico Urriellu 1990.
- Premio Delfos 1994.

## Himno
Atlética, Atlética, Atlética
Orgullo del deporte nacional
Participar, nuestro lema
El vencer nuestra ilusión
Subsistir del propio esfuerzo
Medallas de oro son
Subsistir del propio esfuerzo
Medallas de oro son
Atlética Avilesina
Sobresaliente, optimista
Brillante en las actuaciones
Cuna de deportistas
Corazón, nervio y coraje
Alma de un gran caballero
Condición que al deportista
Ha de conservar entero
Somos una gran familia
De ambos sexos y edades
Vente a vivir con nosotros
Ganarás felicidades
Nuestras siglas son tres aes
Nuestro proyecto el afán
Que estas aes simbolicen
Ánimo, amor y amistad

## Citas
- El año en el que la AAA vino al mundo, en Avilés acababa de crearse el Coro Avilesino. Estábamos metidos en plena II República. Se colocó la primera piedra del que sería el Instituto “Carreño Miranda”. Se anuncia que a comienzos del 33, dejará de prestar servicio el tranvía de vapor “La Chocolatera”. (Álvarez Buylla).
- Vivencias, intrascendentes anécdotas… son el pago y estímulo a un peregrinar, casi quijotesco, por el mundo del ceniciento deporte amateur avilesino. La Atlética es esto y más. He aquí su dulce causa. (V. Gómez).
- Aunque parezca extraño me atrevo a afirmar que la Atlética es una entidad de acusado matiz romántico, este concepto tan mal comprendido y zarandeado por unas corrientes que se dicen materialistas, prácticas, utilísimas y funcionales, y que no se materializan en nada, nunca acometen la práctica de sus obras, nadie los usa y no funcionan bien jamás. (Pepe Galiana).
- Seremos lo que queramos ser, que los que vienen detrás no tengan motivo para señalarnos mañana con el dedo, como responsables de que Avilés haya perdido el tren del desarrollo deportivo. (J.R. García Pravia).
- "La Atlética Avilesina es del pueblo y en el pueblo tiene que buscar su existencia. Nosotros estamos aquí, al frente del timón de la nave, porque en conciencia estimamos que la juventud necesita de este sacrificio y porque también contamos con el respaldo de nuestros asociados. No nos duelen prendas, ni buscamos inmerecidos laureles."  (Toso Muñiz. [Ex – Presidente de la AAA] mayo de 1972).
- Debemos conservar nuestro pasado, para que la idea impulsora y valiente con que esta sociedad fue fundada resplandezca en cada uno de nuestros actos y palabras;... "la Historia nos permite conocer nuestro pasado y aplicarlo igualmente al futuro, intentando mejorarlo y adaptarlo a las nuevas necesidades, proyectos y medios". (Miguel Ángel Sánchez Pérez [Presidente de la AAA 1999-2004]).
- "A lo largo de muchos años la Atlética fue el club más representativo de nuestra región, y dada la cantidad de modalidades en las que llegó a participar, su presencia se extendía por toda la geografía española". (Daniel Gutiérrez Granda [Ex – director general de Deportes del Principado de Asturias]).
- "No se puede hablar de la historia deportiva de nuestra ciudad sin hacer referencia a la Asociación Atlética Avilesina". (D. Santiago Rodríguez Vega. [Exalcalde de Avilés]).
- "El secreto de la longevidad de la Atlética reside en los propios avilesinos" (Juan Francisco Suárez Garrudo [Presidente de la AAA 2004-2008]).